# Dontonio Wingfield
Dontonio B. Wingfield (Albany, 23 giugno 1974) è un ex cestista statunitense, professionista NBA e in Spagna.

## Carriera
Dopo aver frequentato la Westover High School nella natia Albany (Georgia) ed in seguito il college alla University of Cincinnati, è stato scelto nel draft del 1994 al secondo giro con il numero 10 dai Seattle SuperSonics, con i quali peraltro ha giocato una sola stagione.
Nell'agosto del 1998 è stato arrestato dalla polizia per aver malmenato due agenti durante una lite a casa della fidanzata nei pressi di Cincinnati. A causa di questo episodio nel giugno 1999 è stato condannato ad un anno di carcere. È uno dei giocatori che hanno contribuito a dare il nomignolo "Portland Jail-Blazers" alla franchigia dell'Oregon.

## Palmarès
- McDonald's All-American Game (1993)